# ゴレオ6世
ゴレオ6世（Goleo VI）は、2006 FIFAワールドカップのマスコットキャラクター。
1985年7月5日、アフリカ・ボツワナ生まれという設定。
直立したライオンとして描かれる。名前はGoとLeo（Lion）を繋げ、2006年開催にちなみ、6世としたものである。
上半身のみシャツを着ていて、下半身は下着すらはいていなかったので、各方面から多くの非難を受けた。
このことは公式ページでも、言及されている。
また、あまりにも不人気で、マスコット制作会社がワールドカップ開幕前に倒産してしまった。
ボブ・サンクラーによるゴレオ6世の主題曲『Love Generation』はヨーロッパで80万枚を売り上げたほか、ビルボードのダンスチャートで1位を記録するヒットになった。